# Älibek Omarow
Älibek Ibragimuly Omarow (kasachisch Әлібек Ибрагимұлы Омаров, russisch Алибек Ибрагимович Омаров Alibek Ibragimowitsch Omarow, englische Transkription: Alibek Omarov; * 30. Dezember 1993 in Qaraghandy) ist ein kasachischer Billardspieler aus Qaraghandy, der in der Billardvariante Russisches Billard antritt.
Er wurde 2015 Weltmeister in der Disziplin Kombinierte Pyramide.

## Leben
Älibek Omarow wurde 1993 in Qaraghandy geboren, wo er auch aufwuchs. Er studiert Wirtschaftswissenschaften an der Staatlichen Universität Qaraghandy.

## Karriere

### 2003–2012: Anfänge und erste Erfolge in der Jugend
Omarow begann im Alter von zehn Jahren mit dem Billardspielen. Auf den Billardsport aufmerksam wurde er, als er auf dem Weg in die Sauna an einem Billardtisch vorbeikam, an dem einige Personen spielten, und von dem Spiel fasziniert war.
Ab 2007 nahm er regelmäßig an den Asian Open teil, kam dort aber nicht über die Runde der letzten 32 hinaus. Ende 2009 folgte seine erste WM-Teilnahme. In Iskitim erreichte er das Sechzehntelfinale, in dem er dem Aserbaidschaner Seyxun Ağayev unterlag.
Im Februar 2010 schied Omarow bei der Kombinierte-Pyramide-WM sieglos in der Vorrunde aus. Im April spielte er erstmals bei der Jugendweltmeisterschaft mit und unterlag im Achtelfinale dem späteren Jugendweltmeister Igor Pojesschalow. Wenige Tage später wurde er bei den Erwachsenen im Finale gegen Äujes Jeljubajew erstmals kasachischer Meister in der Disziplin Freie Pyramide. Im Juni gelangte er bei den Asian Open ins Viertelfinale, in dem er sich dem späteren Turniersieger Andrei Freise geschlagen geben musste. Beim Kremlin Cup hingegen folgte ein frühes Aus. Im Oktober gewann er in Willingen seine erste WM-Medaille. Bei der Weltmeisterschaft in der Freien Pyramide besiegte er unter anderem den späteren Finalisten Pawel Kusmin und Artur Piwtschenko, bevor er im Halbfinale dem späteren Weltmeister Kanybek Sagynbajew mit 5:6 knapp unterlag.
Bei der Kombinierte-Pyramide-WM 2011 schied Omarow in der Runde der letzten 32 gegen Qanybek Saghyndyqow aus. Auch bei der Jugend-EM und bei den Asian Open scheiterte er in dieser Runde. Bei der Jugendweltmeisterschaft 2011 hingegen gelangte er bis ins Endspiel und musste sich dort dem Moldauer Sergei Kryzhanovsky nur knapp mit 5:6 geschlagen geben. Bei der Freie-Pyramide-WM der Erwachsenen besiegte er unter anderem Titelverteidiger Kanybek Sagynbajew, bevor er im Viertelfinale dem Ukrainer Jaroslaw Tarnowezkyj unterlag. Nachdem er beim Kremlin Cup 2011 bereits in der Runde der letzten 64 gegen Kanybek Sagynbajew ausgeschieden war, erreichte er beim Champions Cup das Viertelfinale.
Nachdem er Anfang 2012 bei mehreren Turnieren frühzeitig ausgeschieden war, darunter der Weltcupauftakt, kam Omarow bei der Kombinierte-Pyramide-WM ins Achtelfinale. Bei der kasachischen Meisterschaft in der Freien Pyramide zog er zum zweiten Mal ins Endspiel ein und verlor diesmal mit 5:7 gegen Jernar Tschimbajew. Im Juli erreichte er bei den Asian Open das Viertelfinale, bevor er bei den Weltmeisterschaften am Jahresende im Sechzehntelfinale (Freie Pyramide) beziehungsweise in der Vorrunde (Dynamische Pyramide) ausschied.

### 2013–2015: Weltmeistertitel
In das Jahr 2013 startete Omarow mit einem vierten Rang beim Start-Dynamic-Cup in Nowosibirsk. Bei den folgenden sechs Turnieren in der ersten Jahreshälfte kam er nur einmal über das Achtelfinale hinaus; beim Robiteks-Pokal in Jekaterinburg verlor er dann aber im Viertelfinale. Im Juli gelangte er bei der Dynamische-Pyramide-WM erstmals ins Achtelfinale und unterlag dort seinem Landsmann Almas Abseit. Im September wurde er gemeinsam mit Maxim Pan und Däuren Urynbajew erstmals kasachischer Mannschaftsmeister. Wenige Tage später erreichte Omarow bei der Freie-Pyramide-WM das Viertelfinale, in dem er gegen Jewhen Nowossad verlor. Bei den beiden verbliebenen Turnieren des Jahres, dem Kremlin Cup und den St. Petersburg Open, schied er erneut frühzeitig aus.
Bei den kasachischen Meisterschaften 2014 gewann Omarow in den Disziplinen Kombinierte Pyramide und Freie Pyramide die Bronzemedaille. Daneben belegte er Anfang 2014 auch bei einem Turnier in Qostanai den dritten Platz. In der zweiten Jahreshälfte 2014 war er weniger erfolgreich. So unterlag er bei der Dynamische-Pyramide-WM im Sechzehntelfinale dem späteren Weltmeister Kanybek Sagynbajew und schied beim Kremlin Cup und bei der Freie-Pyramide-WM in der Vorrunde aus. Im Dezember gelangte er beim kasachischen Unabhängigkeitspokal zumindest ins Achtelfinale.
Im Februar 2015 gewann Omarow im Finale gegen Arbi Muzijew mit 5:4 die kasachische Meisterschaft in der Kombinierten Pyramide. Zwei Wochen später wurde er in der gleichen Disziplin erstmals Weltmeister. Nachdem er unter anderem Sergei Kryzhanovsky und Nikita Liwada besiegt hatte, setzte er sich im Finale gegen den Weißrussen Jauhen Kurta mit 5:1 durch und wurde damit als vierter Kasache Weltmeister in dieser Disziplin. Kurz nach der WM sicherte er sich bei der nationalen Meisterschaft in der Dynamischen Pyramide die Bronzemedaille, in der Freien Pyramide scheiterte er hingegen frühzeitig. Im Sommer 2015 erreichte er bei den Prince Open das Achtelfinale und bei der Freie-Pyramide-EM sowie den Asian Open das Viertelfinale. Im September wurde er zum zweiten Mal gemeinsam mit Maxim Pan und Däuren Urynbajew kasachischer Mannschaftsmeister. Wenig später besiegte er bei der WM in der Dynamischen Pyramide unter anderem den Titelverteidiger Kanybek Sagynbajew, bevor er im Viertelfinale gegen Jauhen Saltouski verlor. Beim Kremlin Cup und beim Savvidi Cup folgte hingegen bereits in der Runde der letzten 64 das Aus. Im Dezember gelangte er bei der Freie-Pyramide-WM ins Sechzehntelfinale.

### Seit 2016: Kremlin-Cup-Finalist
Anfang 2016 musste Omarow beim Superfinale der Weltmeisterschaften, einem Einladungsturnier in Jugorsk, an dem die zehn besten Spieler der Weltmeisterschaften des Vorjahres teilnahmen, eine Auftaktniederlage gegen Nikita Liwada hinnehmen. Bei der Kombinierte-Pyramide-WM 2016 erreichte Omarow als Titelverteidiger das Viertelfinale, in dem er sich knapp dem Usbeken Aleksandr Sidorov mit 5:6 geschlagen geben musste, der anschließend den WM-Titel gewann. Im Mai 2016 wurde Omarow, sechs Jahre nach seinem ersten Titel, zum zweiten Mal kasachischer Meister in der Freien Pyramide, diesmal durch einen 7:6-Finalsieg gegen Däuren Urynbajew. Gemeinsam mit Urynbajew und Maxim Pan gelang Omarow im September 2016 die Titelverteidigung bei der kasachischen Mannschaftsmeisterschaft. Bei der Dynamische-Pyramide-WM 2016 schied Omarow in der Runde der letzten 32 gegen Kanybek Sagynbajew aus. Im November zog er beim Kremlin Cup ins Endspiel ein, in dem er dem Ukrainer Dmytro Biloserow mit 0:4 unterlag. Zwei Wochen später gewann er durch einen 7:2-Finalsieg gegen Dmitri Arkanow den Kosajew-Pokal in Nowosibirsk. Im Dezember 2016 erreichte er bei der Freie-Pyramide-WM das Viertelfinale, in dem er dem späteren Finalisten Artur Piwtschenko unterlag.
Im April 2017 erreichte Omarow bei der Kombinierte-Pyramide-WM das Achtelfinale. Im September 2017 war Russisches Billard erstmals Bestandteil des Sportprogramms bei den Asian Indoor & Martial Arts Games im turkmenischen Aşgabat. Als einer von zwei kasachischen Vertretern nahm er am Kombinierte-Pyramide-Wettbewerb teil und gelangte bis ins Finale, in dem er sich dem Kirgisen Ysat Ratbekow mit 1:5 geschlagen geben musste. Im weiteren Verlauf des Jahres erreichte er das Achtelfinale beim Savvidi Cup, das Sechzehntelfinale der Prince Open und das Viertelfinale beim Swojaka-Pokal.
Auf nationaler Ebene kam Omarow bei seinen beiden Meisterschaftsteilnahmen 2018 nicht über das Viertelfinale hinaus. International spielte er im selben Jahr nur wenige Turniere. So erreichte er bei den Weltmeisterschaften in der Dynamischen Pyramide und in der Freien Pyramide jeweils die Runde der letzten 32. Bei letzterer unterlag er im Sechzehntelfinale dem späteren Weltmeister Sergei Kryzhanovsky. Im Dezember 2018 gelangte er auch beim Trestfom-Pokal in die Runde der letzten 32.
Anfang 2019 zog Omarow bei der kasachischen Meisterschaft in der Kombinierten Pyramide ins Finale ein, in dem er mit 4:6 gegen Jernar Tschimbajew verlor. Auf internationaler Ebene verlief das Jahr erneut wenig erfolgreich. So musste er bei der Kombinierte-Pyramide-WM bereits eine Auftaktniederlage gegen Kanybek Sagynbajew hinnehmen und beim Weltcup schied er in der Runde der letzten 32 gegen Artjom Balow aus. Bei den nationalen Meisterschaften gelang ihm hingegen im Mai erneut der Einzug ins Endspiel, diesmal in der Freien Pyramide. Durch einen 6:5-Sieg gegen Jewgeni Smirnow wurde Omarow zum dritten Mal kasachischer Meister in dieser Disziplin. Bei der Freie-Pyramide-WM 2019 verlor er in der Runde der letzten 32 gegen Kairat Absatarow.
Im März 2020 schied Omarow bei der kasachischen Meisterschaft in der Dynamischen Pyramide in der Runde der letzten 32 aus.

## Erfolge

### Finalteilnahmen
| Ergebnis | Jahr | Turnier                                | Finalgegner         | Endstand |
| -------- | ---- | -------------------------------------- | ------------------- | -------- |
| Sieger   | 2010 | Kasachische Meisterschaft (Fr. Pyr.)   | Äujes Jeljubajew    | (n. b.)  |
| Finalist | 2011 | Freie-Pyramide-Jugendweltmeisterschaft | Sergei Kryzhanovsky | 5:6      |
| Finalist | 2012 | Kasachische Meisterschaft (Fr. Pyr.)   | Jernar Tschimbajew  | 5:7      |
| Sieger   | 2015 | Kasachische Meisterschaft (Komb. Pyr.) | Arbi Muzijew        | 5:4      |
| Sieger   | 2015 | Kombinierte-Pyramide-Weltmeisterschaft | Jauhen Kurta        | 5:1      |
| Sieger   | 2016 | Kasachische Meisterschaft (Fr. Pyr.)   | Däuren Urynbajew    | 7:6      |
| Finalist | 2016 | Kremlin Cup                            | Dmytro Biloserow    | 0:4      |
| Sieger   | 2016 | Kosajew-Pokal                          | Dmitri Arkanow      | 7:2      |
| Finalist | 2017 | Asian IMA Games – Komb. Pyr.           | Ysat Ratbekow       | 1:5      |
| Finalist | 2019 | Kasachische Meisterschaft (Komb. Pyr.) | Jernar Tschimbajew  | 4:6      |
| Sieger   | 2019 | Kasachische Meisterschaft (Fr. Pyr.)   | Jewgeni Smirnow     | 6:5      |

### Weitere Erfolge
- Kasachischer Mannschaftsmeister: 2013, 2015, 2016

## Teilnahmen an Weltmeisterschaften
| Disziplin            | 2009  | 2010  | 2011  | 2012 | 2013 | 2014 | 2015 | 2016 | 2017  | 2018  | 2019  | 2020  |
| -------------------- | ----- | ----- | ----- | ---- | ---- | ---- | ---- | ---- | ----- | ----- | ----- | ----- |
| Freie Pyramide       | L32   | H     | V     | L32  | V    | R    | L32  | V    | n. a. | L32   | L32   | n. a. |
| Dynamische Pyramide  | n. a. | n. a. | n. a. | R    | A    | L32  | V    | L32  | n. a. | L32   | n. a. | n. a. |
| Kombinierte Pyramide | –     | R     | L32   | A    | –    | –    | S    | V    | A     | n. a. | L64   | n. a. |
| Quelle:              |       |       |       |      |      |      |      |      |       |       |       |       |

| Legende | Legende                               |
| ------- | ------------------------------------- |
| S       | Sieger                                |
| F       | Finalist                              |
| HF / H  | Halbfinalist                          |
| VF / V  | Viertelfinalist                       |
| AF / A  | Achtelfinalist                        |
| LX      | Niederlage in der Runde der letzten X |
| R2      | Niederlage in Runde 2                 |
| R       | Vorrundenaus/Niederlage in Runde 1    |
| –       | nicht teilgenommen                    |
| n. a.   | nicht ausgetragen                     |

## Sonstiges
Im Vorfeld der Freie-Pyramide-WM 2019 kritisierte Omarow den großen Unterschied in der Höhe der Preisgelder zwischen Männern und Frauen – so erhielt der Weltmeister 450.000 Rubel, wohingegen an die Weltmeisterin nur 200.000 Rubel ausgeschüttet wurden – und forderte, die Preisgelder anzugleichen.